# Gladiolus ledoctei
Gladiolus ledoctei là một loài thực vật có hoa trong họ Diên vĩ. Loài này được P.A.Duvign. & Van Bockstal miêu tả khoa học đầu tiên năm 1963.